# Campeonato Alagoano de Futebol Feminino
O Campeonato Alagoano de Futebol Feminino é a competição organizada pela Federação Alagoana de Futebol (FAF) para disputa do título estadual de futebol feminino entre os clubes de Alagoas. O campeão ganha o direito de ser o representante de Alagoas na Série A3 do Campeonato Brasileiro.

## Lista dos campeões

### Títulos por clube
| Clube                 | Título                                                                 | Vice                              | 3.º lugar       | 4.º lugar       |
| --------------------- | ---------------------------------------------------------------------- | --------------------------------- | --------------- | --------------- |
| UDA                   | 11 (2010, 2013, 2014, 2015, 2016, 2017, 2018, 2019, 2022, 2023 e 2024) | 2 (2011 e 2012)                   | 1 (2021)        | 1 (2009)        |
| CESMAC                | 2 (2011 e 2012)                                                        | —                                 | 2 (2009 e 2010) | —               |
| ECA                   | 1 (2009)                                                               | 1 (2010)                          | —               | 2 (2011 e 2012) |
| CRB                   | 1 (2021)                                                               | —                                 | 1 (2022)        | —               |
| Guarani de Paripueira | —                                                                      | 1 (2024)                          | 1 (2023)        | —               |
| CSA                   | —                                                                      | 5 (2015, 2016, 2017, 2018 e 2019) | —               | —               |
| Acauã                 | —                                                                      | 3 (2021, 2022 e 2023)             | 1 (2024)        | —               |
| Universal             | —                                                                      | 2 (2009 e 2013)                   | 1 (2014)        | —               |
| Desportivo Aliança    | —                                                                      | 1 (2014)                          | 1 (2017)        | 1 (2019)        |
| Sete de Setembro-AL   | —                                                                      | —                                 | 2 (2012 e 2013) | 1 (2014)        |
| Dimensão Capela       | —                                                                      | —                                 | 2 (2018 e 2019) | —               |
| São Luiz              | —                                                                      | —                                 | 1 (2011)        | 1 (2010)        |
| Coruripe              | —                                                                      | —                                 | 1 (2015)        | 1 (2018)        |
| Santa Cruz            | —                                                                      | —                                 | 1 (2016)        | —               |
| Dínamo                | —                                                                      | —                                 | 1 (2013)        |                 |
| Canoense              | —                                                                      | —                                 | —               | 2 (2023 e 2024) |
| Ipanema               | —                                                                      | —                                 | —               | 1 (2015)        |
| CEO                   | —                                                                      | —                                 | —               | 1 ((2016)       |
| Agrimaq               | —                                                                      | —                                 | —               | 1 (2017)        |
| Atlético Alagoano     | —                                                                      | —                                 | —               | 1 (2021)        |
| IDEC                  | —                                                                      | —                                 | —               | 1 (2022)        |

### Títulos por cidade
| Cidade                 | Título | Vice | 3.º lugar | 4.º lugar |
| ---------------------- | ------ | ---- | --------- | --------- |
| Maceió                 | 15     | 11   | 7         | 6         |
| Porto Real do Colégio  | —      | 2    | 1         | —         |
| Pilar                  | —      | 1    | 1         | 2         |
| Paripueira             | —      | 1    | 1         | —         |
| Capela                 | —      | —    | 2         | —         |
| São Luís do Quitunde   | —      | —    | 1         | 1         |
| Coruripe               | —      | —    | 1         | 1         |
| Barra de São Miguel    | —      | —    | 1         | —         |
| Lagoa da Canoa         | —      | —    | —         | 2         |
| Santana do Ipanema     | —      | —    | —         | 1         |
| Olho d'Água das Flores | —      | —    | —         | 1         |
| Delmiro Gouveia        | —      | —    | —         | 1         |